# ASF1B
ASF1B‏ (Anti-silencing function 1B histone chaperone) هوَ بروتين يُشَفر بواسطة جين ASF1B في الإنسان.